# R.I.P.D. The Game
R.I.P.D. The Game est un jeu vidéo de tir à la troisième personne développé par Saber Interactive et édité par Atlus, sorti en 2013 sur Windows, PlayStation 3 et Xbox 360.
Il est basé sur le film RIPD : Brigade fantôme.

## Accueil
- GameSpot : 2,5/10[1]
- IGN : 4,5/10[2]
- Official Xbox Magazine : 4/10[3]